# Uwe Schwenke de Wall
Uwe Schwenke de Wall (* 13. November 1939 in Wilhelmshaven) ist ein deutscher Politiker (CDU). Er war von 1974 bis 1986 Abgeordneter im Landtag von Niedersachsen.

## Leben und Wirken
Schwenke de Wall ist der Sohn des Zahnarztes Herbert Schwenke de Wall und Käte, geb. van Mark. Sein Vater galt seit Januar 1945 als vermisst und wurde 1954 für tot erklärt. Schwenke de Wall wuchs mit drei Geschwistern in Wilhelmshaven auf und besuchte bis 1958 die Realschule. Anschließend absolvierte er eine zweijährige Lehre zum Straßenbauer mit Auszeichnung und damit verbundener Verkürzung der Lehrzeit. Es folgten Praktika im Stahlbetonbau sowie von 1960 bis 1964 ein Studium an der Ingenieurschule für Bauwesen Aachen. Während dieser Zeit fungierte er u. a. auch als Semestersprecher und AStA-Vorsitzender. Von 1964 bis März 1966 war er Bauleiter bei der Wilhelmshavener Baufirma B. Janßen.
Zum 1. April 1966 trat Schwenke de Wall eine Stellung als Betriebsleiter der Straßenbaufirma Wölky KG im Kreis Goslar an, die er 1980 übernahm. 1984 erwarb er die 1909 gegründete Goslaer Baufirma August Bertram GmbH & Co. KG. 1990 gründete er mit einem Partner eine weitere Baufirma in Sachsen-Anhalt, die Harzer Hoch- und Tiefbau GmbH. 1994 kam noch die Firma Recycling-Park Wernigerode, zunächst als Einzelunternehmung, als Neugründung in Sachsen-Anhalt hinzu. 2002 übergab Schwenke de Wall alle seine Gesellschaftsanteile an seine Kinder. 
Er lebt in Goslar. Aus zwei Ehen stammen je zwei Kinder.

## Politischer Werdegang
Schwenke de Wall trat im April 1964 in die CDU und Junge Union, Kreisverband Wilhelmshaven, ein. Ab Herbst 1968 war er Ratsmitglied, Erster Beigeordneter sowie stellvertretender Bürgermeister der Gemeinde Bredelem. Von 1970 bis 1974 war er Vorsitzender der Jungen Union im Kreis Goslar, von 1972 bis 1986 CDU-Vorsitzender des Stadtverbandes Goslar und zeitgleich Mitglied im Rat der Stadt Goslar.
Er war von 1974 bis 1986 direkt gewähltes Mitglied des Niedersächsischen Landtags (MdL). 1976 wurde er CDU-Fraktionsvorsitzender im Rat der Stadt und Bürgermeisterkandidat der CDU. Von Oktober bis Dezember 1972 sowie von 1996 bis 2016 war er Mitglied im Kreistag des Landkreises Goslar und 2011 bis 2016 Mitglied im Rat der Stadt Goslar.

## Auszeichnungen
- Ehrenmedaille des Landkreises Goslar, 2011[7]